# 南神戸町
南神戸町（みなみかんべちょう）は、愛知県田原市の地名。53の小字が設置されている。

## 地理
旧田原町南部に位置する。東は東神戸町、西は大草町、南は遠州灘に接する。

### 字一覧
字名は以下の通りである。
| - 荒子（あらこ） - 市防（いちぼう） - 大北（おおきた） - 大無生（おおむしょう） - 柿木（かきのき） - 葛（かつら） - 北高尾（きたたかお） - 宗困（そうこう） - 高尾（たかお） - 鷹糞（たかのくそ） - 高畑（たかはた） - 竪障子（たてしょうじ） - 玉屋（たまや） - 寺東（てらひがし） - 寺前（てらまえ） - 東郷（とうごう） - 遠新田（とおしんでん） - 仲（なか） | - 中大尻（なかおおしり） - 仲北（なかきた） - 中郷（なかごう） - 長坂（ながさか） - 中ノ島（なかのしま） - 中浜辺（なかはまべ） - 新沢（にいざわ） - 西新田（にししんでん） - 西高尾（にしたかお） - 西浜辺（にしはまべ） - 東浜辺（ひがしはまべ） - 東屋敷（ひがしやしき） - 一ツ沢（ひとつざわ） - 平松（ひらまつ） - 藤手（ふじて） - 富士手（ふじて） - 二ツ沢（ふたつざわ） - 踏訳（ふみわけ） | - 方辺（ほうべ） - 本郷（ほんごう） - 本郷東（ほんごうひがし） - 本郷前（ほんごうまえ） - 水川（みずがわ） - 三ツ沢（みつざわ） - 南中島（みなみなかじま） - 南浜辺（みなみはまべ） - 南前（みなみまえ） - 南町（みなみまち） - 南谷ノ口（みなみやのくち） - 宮腰（みやのこし） - 宮前（みやまえ） - 本札木（もとふだぎ） - 本前（もとまえ） - 谷ノ口（やのくち） - 山田口（やまだぐち） |

### 河川
- 豊川用水[5]

## 歴史

### 地名の由来
神戸村の南部にあたることから命名された。

### 沿革
- 1882年（明治15年） - 渥美郡神戸村の南部（旧水川村・本前村・谷ノ口村域）が独立して成立[7]。
- 1889年（明治22年） - 再び神戸村に併呑され、同村大字南神戸となる[7]。
- 1955年（昭和30年） - 合併に伴い、田原町大字南神戸となる[7]。

## 世帯数と人口
2015年（平成27年）10月1日現在の世帯数と人口は以下の通りである。
| 町丁     | 世帯数  | 人口  |
| -------- | ------- | ----- |
| 南神戸町 | 162世帯 | 653人 |

### 人口の変遷
国勢調査による人口の推移
| 2005年（平成17年） | 751人 | [ 8 ] |  |
| 2010年（平成22年） | 715人 | [ 9 ] |  |
| 2015年（平成27年） | 653人 | [ 2 ] |  |

## 学区
市立小・中学校に通う場合、学区は以下の通りとなる。また、公立高等学校に通う場合の学区は以下の通りとなる。
| 番・番地等 | 小学校             | 中学校             | 高等学校 |
| ---------- | ------------------ | ------------------ | -------- |
| 全域       | 田原市立神戸小学校 | 田原市立東部中学校 | 三河学区 |

## 施設
- 神戸漁港[5]
- 神明社[5]
- 稲荷社[5]
- 曹洞宗自徳院[5]
- 高尾窯跡[5]

## その他

### 日本郵便
- 郵便番号 : 441-3424[3]（集配局：田原郵便局[12]）。